# Gare de Strasbourg-Koenigshoffen
La gare de Strasbourg-Koenigshoffen était une gare ferroviaire située dans le quartier de Koenigshoffen, à l'ouest du centre historique de Strasbourg.
Mise en service en 1841, elle a été la toute première gare de Strasbourg. Elle est fermée au service voyageurs en 1846 à la suite de la construction de la gare du Marais-Vert. La gare de Koenigshoffen est alors utilisée comme gare aux marchandises. De nos jours, le poste d’aiguillage de Koenigshoffen est toujours en activité.

## Situation ferroviaire

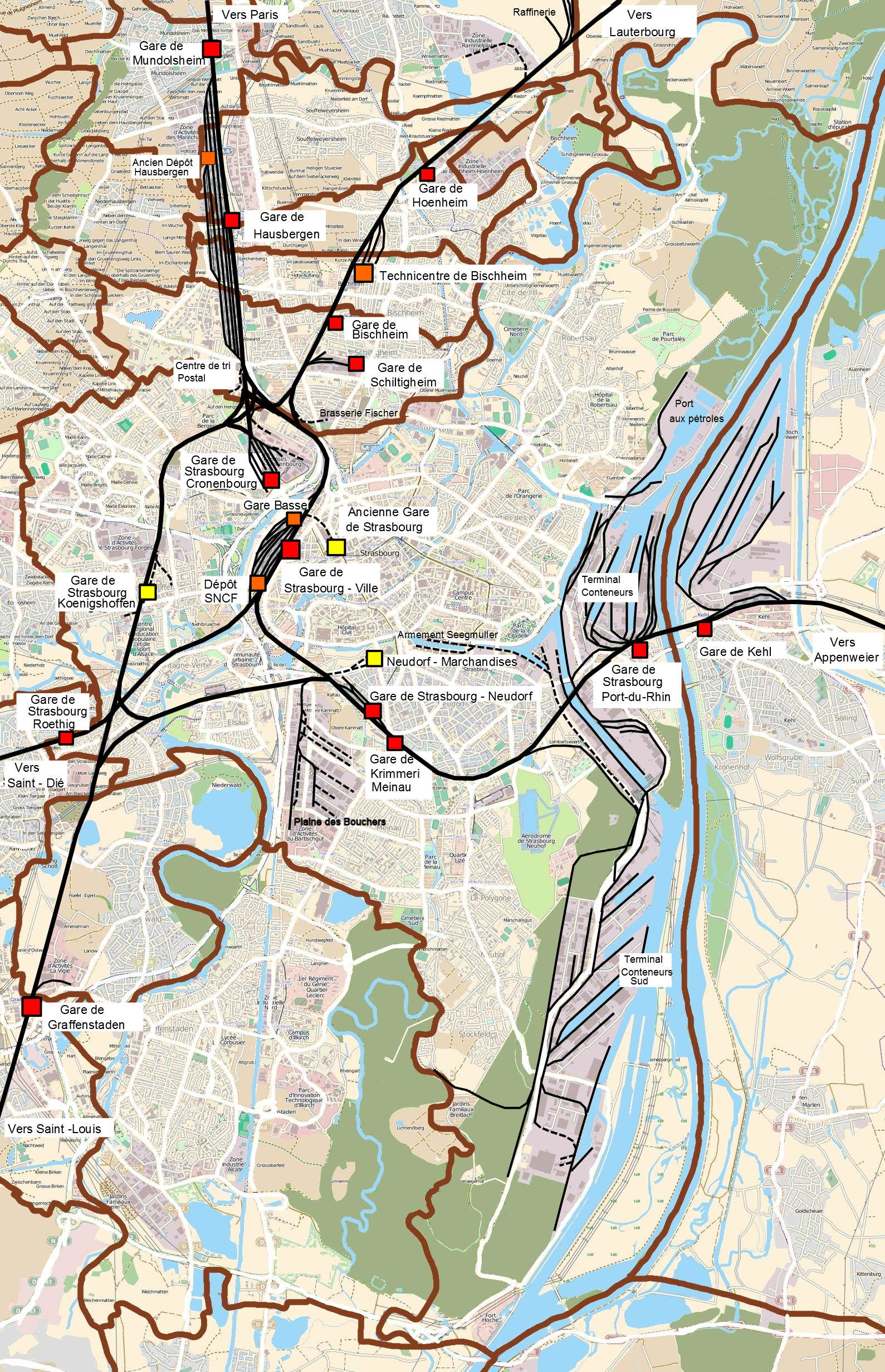
Plan du système ferroviaire de Strasbourg.

Établie à environ 145 mètres d'altitude, la gare de Strasbourg-Koenigshoffen est située au point kilométrique (PK) 5,742 de la ligne de Graffenstaden à Hausbergen entre les gares de Graffenstaden et de Hausbergen. Sur cette ligne s'embranchait aussi la gare de Strasbourg-Cronenbourg. Elle constitue l’aboutissement des raccordements de Strasbourg à Koenigshoffen-Nord (ligne n°110 306 du réseau ferré national), de Strasbourg à Koenigshoffen-Sud (ligne n°110 311 du réseau ferré national) et de Strasbourg-Neudorf à Strasbourg-Koenigshoffen (ligne n°141 306 du réseau ferré national).

## Histoire

### Première gare de Strasbourg
La gare de Koenigshoffen est ouverte le 1er mai 1841, il s'agissait d'un débarcadère provisoire situé en dehors de la ville, les autorités militaires n'ayant pas accepté que le chemin de fer pénètre les fortifications.
La décision du point d'origine de la ligne, obtenue en concession par la Compagnie du chemin de fer de Strasbourg à Bâle, à Koenigshoffen, qui n'était alors qu'un hameau éloigné des remparts de la ville de Strasbourg ne fut pas le premier choix. Dans l'avant-projet de 1837, d'un « chemin de fer de Strasbourg à Mulhouse et à Bâle », produit par les ingénieurs Paul-Romain Chaperon et Pierre-Dominique Bazaine à la demande de Nicolas Koechlin, il est prévu de faire débuter la ligne à Strasbourg près de la porte de l'Hôpital en attendant de pouvoir pénétrer à l'intérieur des fortifications. Le sujet du point de départ fut également celui de longues tractations entre la compagnie, les autorités militaires, la ville de Strasbourg, puis la Compagnie du chemin de fer de Paris à Strasbourg. Elle n'aboutirent qu'après le début des travaux au choix d'une station, située à l'intérieur de la ville, commune à tous les chemins de fer devant aboutir à Strasbourg. Le choix s'est porté sur le lieu-dit « Marais-Vert », entre les portes de Saverne et de Pierre. De ceci il découla d'établir provisoirement l'origine de la ligne au hameau de Koenigshoffen.
La réception provisoire de la section de Strasbourg-Koenigshoffen à Benfeld est effectuée par MM. Léger, ingénieur en chef du Haut-Rhin, Schwilgué, ingénieur en chef du Bas-Rhin et Doré, ingénieur d'arrondissement, ils sont accompagnés de Paul-Romain Chaperon. Cette inspection étant satisfaisante, l'inauguration de cette section a lieu le 1er mai 1841, le même jour que celle du canal de l'Ill au Rhin. La section suivante, de Benfeld à Colmar ayant déjà été ouverte le 19 octobre 1840, les deux trains inauguraux partirent simultanément de Koenigshoffen et de Colmar pour parcourir l'intégralité de la portion de ligne ouverte en se croisant entre Benfeld et Schelestadt (Sélestat). Les personnalités de la compagnie, MM. Risler-Heilmann (administrateur), Nicolas Kœchlin, Pierre-Dominique Bazaine et Paul-Romain Chaperon sont dans le convoi qui part de Colmar pour arriver à Koenigshoffen. D'autres convois ne suffirent pas à satisfaire tous les candidats au voyage, qui étaient chaleureusement accueillis par la foule venue assister aux départs et arrivées à Koenigshoffen et à Colmar. La ligne de Strasbourg à Bâle, longue de 140 km, est inaugurée le 19 septembre 1841.
Du 15 août 1841 au 31 mai 1842 la station de Strasbourg-Koenigshoffen délivre des billets à 73 938 voyageurs pour une recette de 280 160,05 francs, auquel s'ajoute 35 481,15 francs pour le service des bagages et marchandises. Cela la classe à la troisième place des stations de la compagnie pour le nombre de voyageurs, à la première pour la recettes voyageurs et à la première pour la recette des bagages et marchandises.

### Gare aux marchandises

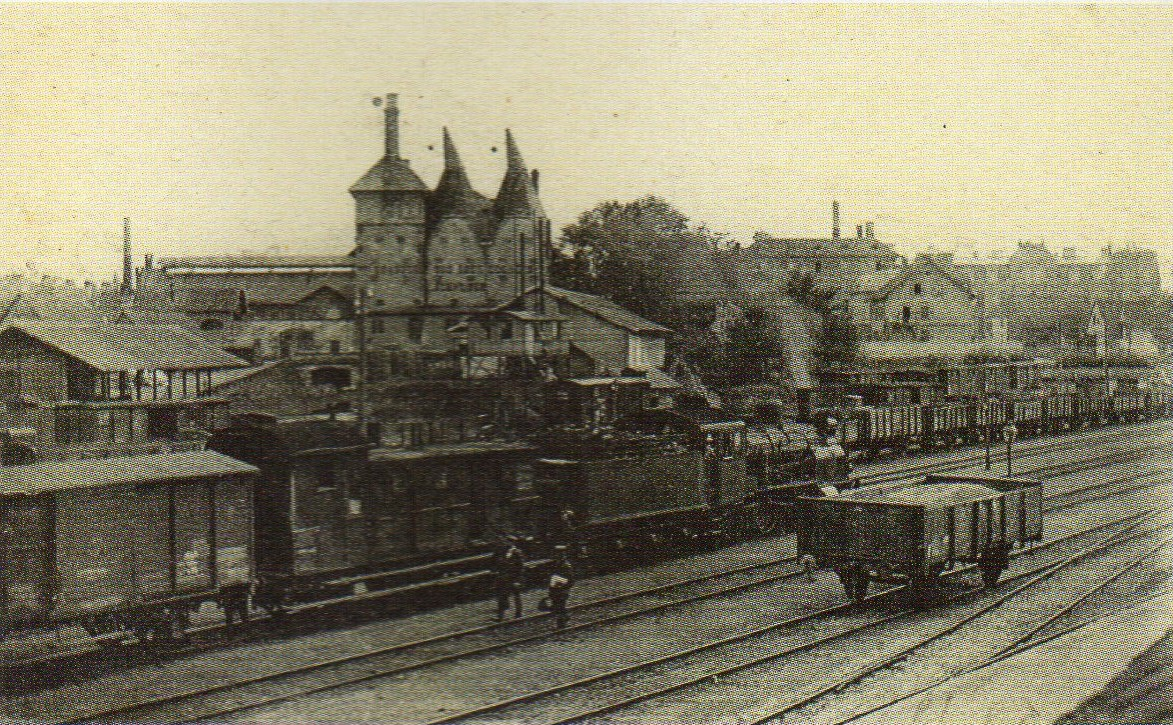
L'ancienne gare aux marchandises de Strasbourg-Koenigshoffen, début du XXe siècle.

La nouvelle gare située à proximité du centre-ville, dans le quartier du Marais-Vert, est ouverte en juillet 1846. Il est alors décidé d'affecter la gare de Koenigshoffen au service des marchandises, permettant notamment la desserte des brasseries Gruber, Schneider et Prieur de Koenigshoffen.
C'est dans la gare de Koenigshoffen qu'est signée la capitulation de Strasbourg le 28 septembre 1870.
Koenigshoffen comportait également un dépôt-relais secondaire.
En 1986, la gare compte deux voies principales, deux voies de service, un faisceau de voies de garage et dessert des embranchements particuliers.
Aujourd'hui le poste 1 de Koenigshoffen — situé au point kilométrique 5,1 — est toujours actif, il gère la circulation des trains de fret qui contournent la gare de Strasbourg-Ville dans la journée.